# Luchthaven Wrocław-Copernicus
Luchthaven Wrocław-Copernicus is een Poolse luchthaven die zich 10 km van het centrum van Wrocław bevindt. In 1938 werd het vliegveld Breslau-Schöngarten aangelegd voor de Luftwaffe toen Wrocław (Duits:  Breslau) nog deel uitmaakte van Duitsland. Na de Tweede Wereldoorlog diende het tijdelijk als basis voor de luchtmacht van de Sovjet-Unie, maar in 1945 werd het al voor het eerst gebruikt voor passagiersvluchten. Inmiddels was het vliegveld door verleggen van de Pools-Duitse grens (Oder-Neisse-linie) op Pools grondgebied komen te liggen. Gedurende enige decennia werden alleen binnenlandse vluchten van en naar Wrocław uitgevoerd, maar sinds 1992 ontvangt Luchthaven Wrocław-Copernicus ook internationale vluchten. Ryanair, Wizz Air, LOT Polish Airlines, Lufthansa, Scandinavian Airlines, Air France en Brussels Airlines voeren vluchten naar en van Wrocław uit. 